# Randland
De wereld van Het Rad des Tijds van Robert Jordan, door de fans gewoonlijk aangeduid als Randland, kende door de eeuwen heen veel landen. Dit artikel geeft een overzicht van die landen in omgekeerd chronologische volgorde.

## Landen uit de Nieuwe Eeuw
Dit zijn de landen uit de tijd dat het verhaal zich afspeelt. Bijna al deze landen zijn ontstaan na de dood van Arthur Haviksvleugel. Hierbij is zijn rijk uiteengevallen en opnieuw opgedeeld tijdens de Oorlog van de Honderd Jaren. Tijdens die 1000 jaar zijn vele zwakkere naties verloren gegaan.

### Landen uit de bekende wereld
- Altara
- Amadicia
- Andor
- Arad Doman
- Arafel
- Cairhien
- Geldan
- Illian
- Kandor
- Morland
- Saldea
- Shienar
- Tarabon
- Tyr
zie ook: De Oude Wereld

### Onafhankelijke stadstaten

De vlag van Far Madding

- Falme

Stad op de Kop van Toman, de inwoners wachten op de terugkeer van Artur Havikvleugels troepen aan de overkant van de Arythische Oceaan in Seanchan
- Far Madding

Een eiland op de grens van Andor, Tyr en Illian. De stad beschikt over Ter'angrealen die de Ene Kracht detecteren.
- Mayene

Onafhankelijk land in het zuiden van de Rug van de Wereld. Bijna constant onder bedreiging van Tyr
- Tar Valon

Een eiland op de Erinin, de verblijfplaats van de meeste Aes Sedai.

### Andere gebieden
Er zijn ook nog enkele andere continenten in de wereld van het Rad.
- Aielwoestijn

Het gebied over de Rug van de Wereld. De woonplaats van de Aiel, een strijdlustig volk dat niet veel buitenstaanders toelaat in hun gebieden.
- Eilanden van het Zeevolk

Het Zeevolk komt maar zelden van hun schip. Veel is er over deze eilanden niet bekend. Op het grootste eiland Tremalkin staat er een vrouwelijk Sa'angreaal.
- Land van de Waanzinnigen

Over bijna de hele wereld onbekend, ontdekt door het Zeevolk.
- Shara

Vrijwel onbekend land voorbij de Aielwoestijn. De Cairhienin hadden tot voor de Aieloorlog naar Shara doorheen de Aielwoestijn.
- Seanchan

Het land aan de andere kant van de Arythische Oceaan. Het herbergt het Seanchaanse Keizerrijk. Dit is gesticht door de afstammelingen van Artur Haviksvleugel.
- De Verwording

Het land rond Shayol Ghul, de woonplaats van Trolloks en Myrddraal. De Grote Verwording is het gedeelte achter de Dhoembergen.

## Vergane landen

Vlag van de voormalige natie Almoth

Naast deze landen die nog altijd bestaan zijn er ook nog enkele andere geweest in de Nieuwe Eeuw die ondertussen niet meer bestaan. Deze zijn:
- Malkier

Grensland tot het in 955 NE in de Verwording viel. Enkel de laatste koning Lan Mandragoran blijft nog over.
- Almoth

Het was een koninkrijk dat in het noorden werd begrensd door Arad Doman en in het zuiden door Tarabon. De hoofdstad was vermoedelijk de stad Falme op de Kop van Toman. Het blazoen van Almoth toonde een witte levensboom.
Ten tijde van de boekenserie is Almoth al door interne strubbelingen en achteruitgang van de bevolking een naamloze dood gestorven. Slechts de naam Vlakte van Almoth (waar Tarabon en Arad Doman oorlog om voeren) herinnert nog aan de natie. Er is niet veel van de bevolking over: enkele dorpen op de vlakte en de stad Falme op de Kop van Toman.
Pedron Niall, de kapiteinheer-gebieder van de Kinderen van het Licht probeert Almoth als leen van de Kinderen nieuw leven in te blazen. Dit faalt echter door de Seanchaanse inval op Falme.
- Caralain

Caralain was een koninkrijk ten noorden van Andor en ten zuiden van de Grenslanden Kandor en Arafel. In het oosten grensde het land aan Tar Valon en Hardan, voordat dit land ook ten onder ging. Het land werd bestuurd vanuit een hoofdstad waarvan de naam niet bekend is.
Net als veel andere naties kon Caralain zichzelf door interne strijd niet handhaven en het verdween rond 500 NE. De verlaten vlakte van Caralain bleef achter. Sommigen zeggen dat Andor heel de vlakte van Caralain claimt, maar Caemlin heeft al moeite met het behouden van Baerlon en Tweewater, en heeft geen macht in de vlakte.
- Goban

Een centraal gelegen land dat rond 500 NE in de vergetelheid raakte.
- Hardan

Hardan was een koninkrijk dat in het zuiden door Cairhien begrensd werd, in het noorden door Shienar en in het oosten door de Rug van de Wereld. In het westen lag land dat geen bezitter had, maar door Andor geclaimd werd.
De hoofdstad van Hardan was Harad Dakar, volgens de Shienaraanse krijgsman Uno een grote steengroeve die veel geld opbracht. Net als veel andere naties kon Hardan zichzelf niet in stand houden en het en vervaagde rond 700 NE.
De spaarzame dorpen en ruïnes die nog aan Hardan herinneren - zoals een verwoest landhuis in Harad Dakar - zijn verdeeld: volgens Shienaranen nemen ze iedere heer aan die ze kunnen krijgen. Het is een armzalig bestaan.
- Irenvelle

Enkel de naam is gekend.
- Kintara

Een land ten zuiden van Andor, bevatte onder andere de Kintaraheuvels.
- Mar Haddon

Na het uiteenvallen van het wereldrijk van Artur Haviksvleugel in de Oorlog van de Honderd Jaren werd in het gebied tussen Tyr in het zuiden en Cairhien in het noorden een land gesticht dat Mar Haddon heette. Het land was een koninkrijk, maar nooit erg sterk in bevolking. Er was geen grote stad.
Interne verdeeldheid en invloeden van Cairhien en Tyr zorgde ervoor dat Mar Haddon zichzelf oploste. De bevolking trok weg of werd gedood. Tegenwoordig is het land het verlaten, ruige gebied Haddon Mir. Volgens de verhalen leven er in heel dit weide gebied geen mensen meer.
- Maredo

In het zuiden van de wereld ontstond de natie Maredo op de gelijkmanige vlakte. Het land werd in het oosten door Tyr begrensd, in het westen door Illian en in het noorden door Almoth en Kintara.
Net zoals landen als Almoth, Kintara en Hardan, kon het land zichzelf niet stabiliseren en het viel uit elkaar. De mensen doodden elkaar of kwamen op zichzelf te staan. Illian en Tyr slokten het land op, maar konden het gebied niet beheersen en trokken zich langzaam terug.
Het enige dat nu nog van het koninkrijk Maredo over is, is de vlakte van Maredo – een niemandsland en een dorre vlakte tussen Tyr en Illian – en haar vroegere hoofdstad Far Madding
- Mosara

Enkel de naam is bekend.

## Jaren van Vrijheid
Dit is de periode na de Trollok-oorlogen. De tien landen uit de periode Na Breken zijn verloren gegaan. 29 nieuwe landen zijn na de oorlogen ontstaan. Uiteindelijk gingen alle landen op in het rijk van Artur Haviksvleugel, waarna ze terug versnipperd geraakten tijdens de Oorlog van Honderd Jaren.
- Abayan - Een land ontstaan uit Jaramide. Het lag in het huidige Saldea of Arad Doman.
- Aldeshar - Een land ontstaan uit Coremanda. Het lag in het huidige Andor.
- Balasun - Een land ontstaan uit Aelgar. Het lag in het gebied van het huidige Tarabon en Amadicia.
- Basharande - Een land ontstaan uit Jaramide. Het lag in het huidige Saldea of Arad Doman.
- Caembarin - Een land ontstaan uit Coremanda. Het lag in het huidige Andor.
- Dal Calain- Een land ontstaan uit Coremand. Het lag in het huidige Andor.
- Darmovan - Een land in de huidige vlakte van Almoth ontstaan uit Safer. Darmovan werd in het noorden begrensd door Abayan, in het oosten Farashelle en Oman Dahar. In het westen lag de Arythische Oceaan en in het zuiden Elan Dapor en in het zuidoosten Dhowlan. Het is de geboorteplaats van Guaire Amalasan, hij proclameerde zich tot de Herrezen Draak in Darmovan in het jaar 939 JV. Binnen een half jaar had hij Darmovan onder controle, en vanuit Darmovan begon hij zijn verovering van de andere naties. Tegen het jaar 963 JV had Artur Haviksvleugel Darmovan veroverd.
- Dhowlan - Het land was een koninkrijk in wat nu Geldan is. Dhowlan werd in het noorden begrensd door Farashelle, in het westen door Elan Dapor, en in het zuidoosten lag Shiota. Balasun lag ten zuidwesten van het land en in het noordwesten lag Darmovan. Over Dhowlan is bekend dat de natie in 943 JV door de Valse Draak Guaire Amalasan werd veroverd, en in 963 FY door Artur Haviksvleugel. Ook is bekend dat er eens een koning van Dhowlan was die Garen heette. Naar hem is de tegenwoordige noordgrens van Geldan genoemd: Garens muur. Tijdens de regering van Garen vocht Dhowlan vele oorlogen uit tegen Farashelle.
- Elan Dapor - Het land lag in het gebied waar tegenwoordig Tarabon ligt. Het is ontstaan uit Safer In het noorden werd Elan Dapor door Darmovan begrensd, in het oosten door Dhowlan, in het zuidoosten door Kharendor en door Balasun in het zuidwesten. In het westen lag de Arythische Oceaan. Bekende gegevens over Elan Dapor zijn dat het in 940 JV door Guaire Amalasan werd veroverd, anderhalf jaar nadat hij zichzelf tot Herrezen Draak had uitgeroepen in Darmovan. In het jaar 963 JV viel het land in handen van Artur Haviksvleugel.
- Elsalam - Een van de machtigste naties uit die tijd, het lag over de westelijke deel van Arafel, heel Kandor en helemaal naar het zuiden tot de rivier de Erin. Het bevatte de steden Chachin en Shol Arbela, hoewel we niet weten welke de hoofdstad was en of ze toen al die namen hadden.
- Esandara - Een land dat ontstond uit Essenia. Het maakt deel uit van het huidige Illian. Bekend is dat het samen met Nerevan rond 500 JV Shiota is binnengevallen. Het land werd veroverd door Guaire Amalasan.
- Farashelle - Een land ontstaan uit Manetheren. Het lag in het gebied van het huidige Andor en Geldan.
- Fergansea - Een land gelegen op de plaats van het huidige Illian waarvan de stad Illian ook de hoofdstad was. Het land werd bezet tijdens de Oorlog van de Tweede Draak door Guaire Amalasan. Ook bekend is dat er een zeeslag was tussen Fergansea en Moreina.
- Hamarea - Een land ontstaan uit Almoren. Het lag in het gebied van het huidige Cairhien.
- Ileande - Een land ontstaan uit Almoren. Het lag in het gebied van het huidige Cairhien.
- Indrahar - Een land gedeeltelijk ontstaan uit Jaramide. Het lag in het huidige Saldea of Arad Doman.
- Kharendor - Een land ontstaan uit Aelgar. Het lag in het gebied van het huidige Tarabon en Amadicia.
- Khodomar
- Masenashar - Een land ontstaan uit Aridhol.
- Moreina - Een land gelegen op de plaats van het huidige Tyr. Het werd bestuurd door de gouverneur van de Steen van Tyr. Op de Steen na, werd het helemaal veroverd door Guaire Amalasan. Op goedkeuren van de gouverneur werd het land door Artur Haviksvleugel veroverd.
- Nerevan - Een land dat ontstond uit Coremanda|Coremanda. Het maakt deel uit van het huidige Morland. Bekend is dat het samen met Esandara rond 500 JV Shiota is binnengevallen. Het land werd veroverd door Guaire Amalasan.
- Oburun - Een land dat gedeeltelijk uit Aridhol groeide.
- Oman Dahar - Een land ontstaan uit Safer.
- Roemalle
- Rhamdashar - Een van de machtigste naties uit die tijd, het lag over het huidige Shienar, Malkier en ook nog het oostelijke gedeelte van Arafel Het bevatte de steden Malkier and Fal Moran, hoewel we niet weten welke de hoofdstad was en of de steden toen al dezelfde namen hadden. Het is ontstaan uit de natie Aramaelle
- Shandalle - Een land in het westen van het huidige Cairhien en tevens de geboorteplaats van Artur Haviksvleugel. Het land groeide uit de natie Almoren.
- Shiota - Dit land groeide uit Eharon na de Trollok-oorlogen en lag op het huidige Altara en een deel van Illian. 500 Jaar na de Trollok-oorlogen is het aangevallen geweest door Esandara en Nerevan. Het was een van de landen die veroverd werden door Guaire Amalasan tijdens de Oorlog van de Tweede Draak. Het land had een bergplaats van Angrealen en Ter'angrealen
- Talmour - Een land gelegen in het zuidwesten van de bekende wereld. Het groeide uit Essenia. Het was de geboorteplaats van Rogosh Adelaarsoog.
- Tova

## Na Breken
Na het Breken van de Wereld zijn er Tien Naties opgestaan. Omdat de wereld na de Oorlog van de Schaduw nog steeds niet veilig was, werkten ze samen in het Covenant van de Tien Naties. Onder leiding van de Aes Sedai in Tar Valon was het Convenant van de Tien Naties gesloten, waarin de naties geen oorlogen meer tegen elkaar uitvochten maar de mensheid in vrede leefde.
De Trollok-oorlogen maakte een eind aan deze periode. Na deze tweehonderd jaar durende oorlogen waren enkele naties verdwenen, en zij die over waren vielen door zwakheid snel uiteen.
De Tien Naties waren:
- Aelgar
- Almoren
- Aramaelle
- Aridhol
- Coremanda
- Eharon
- Essenia
- Jaramide
- Manetheren
- Safer

### Aelgar
Het land was een koninkrijk en ondertekende het Convenant van de Tien Naties onder leiding van koning Remedan Goudentong.
Het lag in het tegenwoordige Amadicia en Tarabon, inclusief de Schaduwkust. Het land werd begrensd door de Arythische Oceaan en door de naties Safer, Eharon en Manetheren. De hoofdstad van Aelgar was Ancohima, bij het tegenwoordige Tanchico in Tarabon. 
Andere bekende plaatsen in Aelgar waren Shar Honelle, Condaris, en Mainelle. Weinig is bekend over deze steden, behalve dat Ancohima, Mainelle en Shar Honelle een Saidinpoort hadden. De fabelachtige mijnen van Aelgar, die in de Trollok-oorlogen verloren waren gegaan, liggen waarschijnlijk in de bergen van Amadicia.
Aelgar was een van de weinige naties die de Trollok-oorlogen overleefde, maar het land had zijn tol betaald tijdens de oorlogen en viel al snel uiteen. De naties Kharendor en Balasun kwamen op uit de ruïnes van Aelgar, en na de tijd van Artur Haviksvleugel Tarabon en Amadicia.

### Almoren
Almoren lag in het gebied dat nu beter is gekend onder de naam Cairhien en grensde aan de Rug van de Wereld. Het grensde ook aan de landen van Tar Valon en de Aes Sedai van de Witte Toren. De hoofdstad was Al'cair'rahienallen, let op de gelijkenis met de huidige stad Cairhien. Tijdens constructie van de stad, maakten de Ogier hier ook een Saidinpoort. De enige andere bekende stad van Almoren is Jennshain.
Koning Coerid Nosar was de heerser die het Covenant tekende voor Almoren. Voor de rest weten we dat er voor de Trollok-oorlogen ook een koningin geregeerd heeft. Tijdens de Trollok-oorlogen verviel Almoren tot de schaduw. De datum is onbekend. Daarna ontstonden de landen Ileande en Hamarea op die plaats. Het huidige land is Cairhien.

### Aramaelle
Aramaelle lag in wat nu de landen Malkier, Shienar en enkele verlaten gebieden in het zuidoosten hiervan. Het was een van de twee naties wiens noordgrens in de Dhoembergen lag. In het westen lag Aridhol, in het noordwesten lag Jaramide, Coremanda lag in het zuiden en de landen rond Tar Valon in het oosten. De hoofdstad van Aramaelle was Mafal Dadaranell, op het huidige Fal Dara. Deze stad had ook een Saidinpoort en was door de Ogier gebouwd. Andere bekende steden waren Anolle'sanna, Cuebiyarsande en Rhahime Naille.
Mabriam en Shereed, een Aes Sedai van de Grijze Ajah en ta'veren, was koningin van Aramaelle. Ze was van groot belang tijdens het opstellen van het Covenant. Een andere bekende koningin was Kirukan. Haar zwaard wordt nu gedragen door de aanvoerder van het Kandoraanse leger. Na de Trollok-oorlogen ontstond Rhamdashar, en later Shienar and Malkier uit zijn ruïnes.

### Aridhol
De natie Aridhol lag in een tegenwoordig verlaten gebied aan de noordelijke helft van de Mistbergen. Safer lag in het westen, Jaramide ten noorden, Aramaelle in het noordoosten, Coremanda ten zuidoosten en Manetheren ten zuiden. De hoofdstad heette ook Aridhol, maar is tegenwoordig beter bekend als Shadar Logoth. Andere steden waren Abor'maseleine en Cyrendemar'naille. Aridhol zelf had een Saidinpoort.
Het Covenant van de Tien Naties werd getekend door koningin Doreille Torghin. Tijdens de Trollok-oorlogen werd het land geleid door koning Balwen Mayal. Hij werd bijgestaan door zijn adviseur Mordeth, die het land nog voor de oorlogen geëindigd waren het kwade over de stad losliet. Na de oorlog ontstonden in het gebied de landen Mashenasar en een deel van Oburun.

### Coremanda
Coremanda lag in het oosten van het huidige Andor. In het zuidwesten lag Eharon, in het zuidoosten Essenia, Manetheren in het westen, Aridhol in het noordwesten, Aramaelle lag in het noorden en Tar Valon en Almoren. De hoofdstad van Coremanda was Shaemal. Andere steden waren Braem, Hai Caemlin en Nailine Samfara. De eerste drie hadden een Saidinpoort.
Het Covenant werd getekend door koning Ladoman. Voor de Trollok-oorlogen werd het land gevreesd voor zijn militaire kracht. Tijdens de oorlogen zijn Braem en Shaemal volledig vernietigd. Enkele ruïnes zijn nog te zien op de weg naar Tar Valon. Volgens de kaarten zijn de landen Aldeshar, Dal Calain, Caebarin, een deel van Nerevan en later Andor uit Coremanda ontstaan.

### Eharon
Eharon besloeg grote delen van het tegenwoordige Illian en Altara. In het oosten grensde Eharon aan Essenia en in het westen aan Aelgar. In het noordwesten had het land een grens met Manetheren, en in het noordoosten met het rijk Coremanda.
De hoofdstad van Eharon was Londaren Cor. Andere bekende steden waren Barashta, dit is Ebo Dar (nu de hoofdstad van Altara), en Dorelle Coramon, het tegenwoordige Illian. Alle drie deze steden hadden een eigen saidinpoort.
Alleen Londaren Cor was door de Ogier gebouwd, Barashta en Dorelle Coramon waren door mensen opgetrokken.
Eharon was net als de andere tien naties van na het Breken een koninkrijk. De koning of koningin kon in die dagen de troon pas bestijgen na toestemming van de Aes Sedai, zo ook in Eharon. Bekende heersers van Eharon zijn koning Temanin, die het Tweede Convenant tekende en Meacine, een andere onbekende koning uit Eharon.
Eharon was een van de naties die de Trollok-oorlogen overleefde. Het land was echter erg zwak en Londaren Cor was door Trolloks gebrandschat. Volgens de kaarten verviel Eharon. De natie Shiota ontstond uit de ruïne van Eharon, en Shiota verviel later weer tot de twee naties: Altara en Illian.

### Essenia
Essenia lag in het huidige Tyr en de vlakte van Maredo. 
In het noorden lag Coremanda. Met Eharon in het westen en de Rug van de Wereld in het oosten. De hoofdstad van Essenia was Aren Mador, het huidige Far Madding. Andere steden waren Dalsande en Tyr. Er waar Saidinpoorten in Aren Mador en Tear.
Het Compact werd getekend door heer Cristol. Essenia was bekend voor zijn filosofen
Essenia was een van de naties die de Trollok-oorlogen overleefde. Het land was echter erg zwak geworden. Volgens de kaarten groeiden de naties Fergansea, Moreina, Talmour, Esandara, en later Tyr en de vlakte Maredo uit Essenia.

### Jaramide
Jaramide lag in het huidige Saldea and Arad Doman. In het zuidoosten lag Aramaelle en in het zuiden Aridhol en Safer. In het noorden lag de Verwording. Jaramide was een van de twee naties die een grens met de Doembergen gad. De hoofdstad van Jaramide was Derenbar, het huidige Maradon. Andere steden waren Allorallen (nu Bandar Eban), Barsine, Canaire'somelle and Nashebar. Er was een Saidinpoort in Derenbar.
Het Covenant werd getekend door Hoge Koningin Egoridin. Rond 325 NB, Comaelle was Hoge Koningin.
Hoewel de val van Barsine het begin van de Trollok-oorlogen aankondigde, was Jaramide een van de naties die de oorlogen overleefde. Maar het verviel daarna door zijn kwetsbaarheid. Volgens de kaarten groeiden Abayan, Basharande en een deel van Indrahar en later Saldea en Arad Doman uit de ruïnes van Jaramide.

### Manetheren
Manetheren lag rond het huidige Tweewater en reikte verder zuidwaarts tot het huidige Geldan. Zijn grenzen gingen bijna tot Morland. Haar hoofdstad, Manetheren, lag dicht bij het huidige Emondsveld in de Mistbergen en had een Saidinpoort. Andere bekende steden waren Corartheren, Jara'copan en Shanaine (Jehanna). Jara'copan lag ten zuiden van de hoofdstad in de Mistbergen.
Het Covenant werd door getekend door Sorella ay Marena. Ergens tijdens de Trollok-oorlogen was Buiryn de heerser van Manetheren. Hij was verslagen door Aedomon van Safer. Later in de oorlogen was Thorin al Toren al Ban koning van Manetheren. 
Tijdens de oorlogen was Manetheren een van de sterkste tegenstanders van de Schaduw en werd de doorn in de voet van de Duistere genoemd.
Bij de val van buurland Aridhol stuurde Koning Thorin zijn zoon Caar erheen maar het mocht niet baten. Ten tijde van Aemon, Caars zoon werd Manetheren aangevallen door Trolloks. Aemon werd na tien dagen heldhaftig de Tarendrelle te verdedigen teruggedreven naar Emondsveld en gedood. Koningin Eldrene gebruikte de Ene Kracht om de overgebleven generaals te doden, maar doodde zichzelf en de hele natie met zich.
Na de Trollok-oorlogen was Manethern volledig vernietigd en bijna vergeten. Volgens de kaarten kwamen Farashelle en Dowlan, en later delen van Andor and Geldan uit Manetheren.

### Safer
Safer (soms geschreven als Safar) lag in de tegenwoordige vlakte van Almoth en de Kop van Toman. Het land werd in het zuiden begrensd door Aelgar en in het noorden door Jaramide. De hoofdstad van het rijk was Iman - waar nu Katar ligt. Een andere bekende stad was Miereallen, waar nu de stad Falme ligt. Iman had een saidinpoort, en er was er ook een dicht bij Miereallen.
Koning Eawynd sloot Safer aan bij het Convenant van de Tien Naties. Tijdens de Trollok-oorlogen wist Safer de oorlogen te overleven, maar het land was zo verzwakt door de oorlogen dat het snel uit elkaar viel. Uit de ruïne van Safer verrezen de naties Darmovan, Oman Dashar, en Elan Dapor.
Na de tijd van Artur Haviksvleugel zouden Almoth en Arad Doman ontstaan, hoewel Almoth verdween door interne onrust.
Aiel-woestijn · Altara · Amadicia · Andor · Arad Doman · Arafel · Cairhien · Eilanden van het Zeevolk · Falme · Geldan · Illian · Kandor · Land van de Waanzinnigen · Malkier · Mayene · Morland · Saldea · Seanchan · Shara · Shienar · Tarabon · Tar Valon · Tyr · de Verwording